# Mount Emerson
Mount Emerson ist ein 2190 m hoher Berg im ostantarktischen Viktorialand. Er ragt 8 km ostsüdöstlich des Brewer Peak im südlichen Teil der DuBridge Range in den Admiralitätsbergen auf.
Der United States Geological Survey kartierte ihn anhand eigener Vermessungen und Luftaufnahmen der United States Navy aus den Jahren von 1960 bis 1963. Das Advisory Committee on Antarctic Names benannte ihn 1970 nach George L. Emerson, der 1967 auf der McMurdo-Station für Metallarbeiten zuständig war.